# Пеллегрино, Амаль
Амаль Виллиам Дваз Пеллегрино (норв. Amahl William D'vaz Pellegrino; род. 18 июня 1990, Драммен, Бускеруд) — норвежский футболист, полузащитник клуба «Сан-Хосе Эртквейкс».

## Клубная карьера
Пеллегрино — воспитанник клуба «Драммен». В 2009 году он дебютировал за основной состав. В 2012 году Амаль перешёл в «Берум», в составе которого отыграл два сезона. Летом 2014 года Пеллегрино подписал контракт с «Лиллестрёмом». 17 августа в матче против «Волеренги» он дебютировал в Типпелиге. Летом 2015 года Пеллегрино перешёл в «Мьёндален». 16 августа в матче против «Хёугесунна» он дебютировал за новую команду. 30 августа в поединке против «Стрёмгодсета» Амаль забил свой первый гол за «Мьёндален». По итогам сезона клуб вылетел из элиты, но он остался в команде.
В начале 2018 года Пеллегрино перешёл в «Стрёмгодсет». 11 марта в матче против «Стабека» он дебютировал за новую команду. 11 апреля в поединке против «Тромсё» Амаль забил свой первый гол за «Стрёмгодсет».
Летом 2019 года Пеллегрино стал игроком клуба «Кристиансунн». 25 августа в матче против своего бывшего клуба «Мьёндалена» он дебютировал за новый клуб. В этом же поединке Амаль забил свой первый гол за «Кристиансунн».
25 января 2021 года Пеллегрино перешёл в саудовский «Дамак». 31 января в матче против «Аль-Раеда» он дебютировал в чемпионате Саудовской Аравии. 9 апреля в поединке против «Аль-Насра» Амаль сделал «дубль», забив свои первые голы за «Дамак».
Летом 2021 года Пеллегрино вернулся в Норвегию, став игроком «Будё-Глимт». 22 августа в матче против своего бывшего клуба «Кристиансунна» он дебютировал за новую команду. В этом же поединке Амаль сделал хет-трик, забив свои первый голы за «Будё-Глимт». В своём дебютном сезона он помог клубу выиграть чемпионат. В 2021 году в розыгрыше Лиги конференций в матчах против украинской «Зари», итальянской «Ромы», шотландского «Селтика» и нидерландского АЗ он забил 5 голов.
9 февраля 2024 года Пеллегрино перешёл в клуб MLS «Сан-Хосе Эртквейкс», подписав двухлетний контракт до конца сезона 2025. В американской лиге он дебютировал 24 февраля в матче стартового тура сезона 2024 против «Далласа», выйдя на замену на 74-й минуте вместо Бенджи Кикановича.

## Достижения
Командные
«Будё-Глимт»
- Чемпион Норвегии (2): 2021, 2023
- Финалист Кубка Норвегии: 2021/22

«Стрёмгодсет»
- Финалист Кубка Норвегии: 2018

Личные
- Лучший бомбардир чемпионата Норвегии (2): 2022, 2023